# Тер-Асатуров, Дмитрий Богданович
Дмитрий Богданович Тер-Асатуров (20 марта 1836, Тифлис — 7 июля 1897, там же) — русский военачальник армянского происхождения, участник Кавказской войны, генерал-лейтенант (1886).

## Биография
Родился 20 марта 1836 года в Тифлисе в семье потомственных почётных граждан. Старший брат генерал-майора Николая Богдановича Тер-Асатурова (1854 — не ранее 1914). В 1852 году поступил вольноопределяющимся в Нижегородский 16-й драгунский полк — воинскую часть, известную своей многолетней службой на Кавказе.
В составе полка участвовал в сражениях Крымской войны в азиатской Турции. Участвовал в знаменитой атаке нижегородцев в сражении при Курюк-Дара, где был ранен и в дальнейшем произведён в прапорщики.
С 1856 года служил в Северском 18-м драгунском полку, участвовал в боевых действиях против Шамиля в Чечне и Дагестане. После взятия аула Гуниб, Тер-Асатуров, в то время уже поручик, входил в конвой, сопровождавший пленного Шамиля из Гуниба в Калугу. 
Затем вернулся на Кавказ и участвовал в боях против черкесов, в ходе которых был ещё раз ранен. Штабс-капитан (1861).
После окончания Кавказской войны, с 1865 года служил в Лейб-гвардии гусарском полку в Санкт-Петербурге и Царском Селе. В 1870 году был произведён в полковники и был назначен штаб-офицером для поручений при кавказском наместнике Великом Князе Михаиле Николаевиче.
В 1872 году возглавил Дагестанский конный полк, во главе которого в 1873 году принимал участие в Хивинском походе, окончившимся покорением Хивинского ханства. 
Во время Русско-турецкой войны 1877—1878 годов в некоторых местах на Северном Кавказе возникли восстания кавказских горцев в поддержку Турции. Однако, восстания не приобрели тех масштабов, которых русское правительство опасалось, и большинство горцев сохраняли верность России. Тем не менее, Тер-Асатуров был вынужден участвовать в подавлении восстания лезгин в Горном Дагестане. За это в 1877 году он был произведён в генерал-майоры.
В 1879 году Тер-Асатуров был назначен командиром  2-й бригады 1-й Кавказской казачьей дивизии. В 1883—84 годах командовал в той же дивизии 1-й бригадой.
В 1884—1895 годах Тер-Асатуров был начальником 11-й Кавалерийской дивизии. Находясь в этой должности, в 1886 году был произведён в генерал-лейтенанты. После этого он мог бы выйти в отставку с производством в генералы от кавалерии (распространённая практика для того времени), но выходить в отставку не хотел, и вернувшись в Тифлис, числился генералом для поручений главнокомандующего Кавказским военным округом.
Скончался в 1897 году в Тифлисе, продолжая состоять на службе (и, соответственно, в чине генерал-лейтенанта, без производства при отставке в следующий чин). 
Был похоронен в Тифлисе на кладбище Ванского армяно-григорианского собора (ныне утрачены и кладбище и собор).

## Награды
- Орден Святого Станислава 3-й степени (1862)
- Орден Святой Анны 3-й степени с мечами и бантом (1863)
- Орден Святой Анны 2-й степени с мечами и бантом (1867)
- Орден Святого Станислава 2-й степени (1868; императорская корона к ордену — 1871)
- Орден Святого Владимира 3-й степени с мечами (1873)
- Золотая сабля «За храбрость» (1873)
- Орден Святого Станислава 1-й степени с мечами (1879)
- Орден Святого Владимира 2-й степени (1879)
- Орден Святой Анны 1-й степени (1884)
- Орден Льва и Солнца 2-й степени со звездой (Персия, 1874)